# 克里斯蒂娜·盖格尔
克里斯蒂娜·盖格尔（德語：Christina Geiger，1990年2月6日—），德国女子高山滑雪运动员，生于奥伯斯多夫。
克里斯蒂娜·盖格尔曾获2010年世界青年滑雪錦標賽小回转金牌。她还参加了2014年索契冬奥会。